# Jernej Drobež
Jernej Drobež (* 6. Januar 2000 in Slovenj Gradec) ist ein slowenischer Handballspieler.

## Karriere

### Im Verein
Jernej Drobež begann das Handballspielen bei RK Velenje. Seit 2017 steht er im Kader der 1. Mannschaft. Mit Velenje gewann er 2021 und 2024 die slowenische Meisterschaft.

### In Auswahlmannschaften
Mit der slowenischen Nationalmannschaft nahm er an den Mittelmeerspielen 2022 teil. Aufgrund mehrerer Covid-19-Fälle zogen sie ihre Teilnahme nach zwei Spielen jedoch zurück. Bei der Europameisterschaft 2024 belegte er mit Slowenien den 6. Platz.